# Umberto Coppini
Umberto Coppini (Siena, 16 ottobre 1916 – Valdeltormo, 30 marzo 1938) è stato un aviatore e militare italiano, decorato con la Medaglia d'oro al valor militare alla memoria durante la guerra civile spagnola.

## Biografia
Nacque a Siena il 16 ottobre 1916. Frequentò il collegio arcivescovile e poi le scuole magistrali della città, ma nel settembre 1935 lasciò gli studi per arruolarsi volontario nella Regia aeronautica come allievo sergente pilota. Ottenne il brevetto nel febbraio 1936, e quattro mesi dopo quello di pilota militare volando su velivolo Fiat C.R.20. Assegnato al 5º Stormo Assalto, entrò in servizio permanente effettivo nel luglio 1937, e nel l'ottobre dello stesso anno fu inviato in Spagna in forza alla 65ª Squadriglia del 21º Stormo dell'Aviazione Legionaria.
Il 30 marzo 1938, nel corso della battaglia di Aragona, decollava con altri cinque aerei a bordo del suo Breda Ba.65K.14 Nibbio per attaccare alcune batterie contraeree che, posizionate sulla sommità di una collina in località Valdeltormo, colpivano le formazioni da bombardamento che sostenevano l'avanzata delle truppe, impegnate a raggiungere il mare. Mentre attaccava le posizioni repubblicane il suo aereo fu colpito da un proiettile incendiario e prese fuoco. Nonostante l'incendio che lo avvolgeva continuò l'attacco fino a quando l'aereo non precipitò al suolo. Per onorarne il coraggio fu decretata la concessione della Medaglia d'oro al valor militare alla memoria.

### Fonti
1. 1 2  Ufficio Storico Stato Maggiore dell'Aeronautica 1969, p. 79.
2. 1 2  Combattenti Liberazione.
3. 1 2 3 4  Garello 1997, p. 27.
4. 1 2  Ali e uomini.
5. ↑  Sito web del Quirinale: dettaglio decorato.
6. ↑  Bollettino Ufficiale 1938, suppl. 05, pag.22.